# El Divisadero (El Salvador)
El Divisadero es un distrito del municipio de Morazán Sur, departamento de Morazán, El Salvador

## Geografía física
Esta pequeña población se ubica en las cercanías del enlace de carreteras que comunican a San Miguel con Santa Rosa de Lima y San Francisco Gotera. A 158 km al oriente de San Salvador y al norte de San Miguel. Se encuentra a 274 msnm. Su extensión territorial es de 61.36 km²; y bajo su jurisdicción hay 7 Cantones y 23 Caseríos.
Sus cantones son los siguientes: Loma Tendida, Loma Larga, Modelo (conocido como Villa Modelo), San Pedro Río seco, Santa Anita, San Pedro Carrizal y El Llano de Santiago.
El Cantón Llano de Santiago, se destaca por la celebración de sus Fiestas Patronales. durante el mes de julio, el día 25 del mes, realizando desfile de carrozas y elección de la Reina de las Fiestas Julias en honor a Santiago.
Sus Fiestas Patronales son en honor a la Virgen de Santa Lucía, patrona de este lugar, desarrolladas desde el 8 hasta el 16 de diciembre.

## Actividades económicas
- Agricultura
- Ganadería
- Comercio
- Talleres: (Mecánico, Eléctrico, Escapes y Radiadores).
- Comedores y restaurantes

Además se cuenta con Gasolinera, Mini Super, Auto Lotes, las instalaciones de Ciudad Mujer Morazán.

## Cultura
Tradiciones del cantón.
- Celebración de Semana Santa
- Día de la Cruz, el 3 de mayo
- Día de los Difuntos
- Procesión de la Virgen de Guadalupe
- Celebración del 24 y 31 de diciembre.

Aspecto Religioso
-Iglesia Católica
-Iglesia Asambleas de Dios
-Iglesia Manantiales de Vida Eterna.
-Iglesia del Séptimo Día.
-Iglesia de Dios.
-Iglesia Apóstoles y Profetas.

## Demografía de El Divisadero
Su población estimada es de 7.077 habitantes, de los cuales 3.424 son hombres y 3.753 son mujeres. Según el censo de Población y Vivienda de 2024, en el cual se clasifico la población en los siguientes grupos etarios: 
| Grupo etario  | Total | Hombre | Mujer |
| ------------- | ----- | ------ | ----- |
| 0 a 4 años    | 450   | 236    | 214   |
| 5 a 9 años    | 525   | 282    | 243   |
| 10 a 14 años  | 615   | 323    | 292   |
| 15 a 19 años  | 594   | 296    | 298   |
| 20 a 24 años  | 588   | 301    | 287   |
| 25 a 29 años  | 533   | 242    | 291   |
| 30 a 34 años  | 507   | 223    | 284   |
| 35 a 39 años  | 455   | 197    | 258   |
| 40 a 44 años  | 466   | 222    | 244   |
| 45 a 49 años  | 491   | 218    | 273   |
| 50 a 54 años  | 375   | 163    | 212   |
| 55 a 59 años  | 310   | 128    | 182   |
| 60 a 64 años  | 324   | 136    | 188   |
| 65 a 69 años  | 263   | 123    | 140   |
| 70 a 74 años  | 229   | 109    | 120   |
| 75 a 79 años  | 175   | 90     | 85    |
| 80 a 84 años  | 145   | 65     | 80    |
| 85 a 89 años  | 88    | 45     | 43    |
| 90 a 94 años  | 30    | 19     | 11    |
| 95 años o más | 14    | 6      | 8     |
| TOTAL         | 7.177 | 3.424  | 3.753 |

Sus cantones son: Loma Larga, Villa Modelo, Llano de Santiago, Loma Tendida, San Pedro, Santa Anita y Nombre de Jesús.
y sus fiestas patronales se realizan en diciembre en nombre de la Virgen Santa Lucia.

## Personajes destacados
- Fidel Sánchez Hernández, expresidente de El Salvador, (1967-1972)
- Benedicto Vásquez primer Alcalde de El Divisadero,
- Fiestas patronales, Diciembre desde el 08 al 16 de diciembre.